# 超人与蝙蝠侠：全民公敌
《超人与蝙蝠侠：全民公敌》（英語：Superman/Batman: Public Enemies）是一部2009年录像带首映的原创动画超级英雄电影，改写自DC漫画公司推出的連載《超人/蝙蝠侠》的第一個同名事件。主要敘述超人和蝙蝠侠合作，以阻止一个陨石撞向地球以及對抗當時就任美国总统的雷克斯·路瑟。这部电影是第六部由华纳首映和华纳兄弟动画发布的DC宇宙动画原创电影。雖然本作不是發生在DC動畫宇宙的故事，但本作的配音演员不少都擔任過DCAU。